# Billet de 50 nouveaux francs Henri IV
Pour les articles homonymes, voir 50 francs.
Recto
Verso
Chronologie
50 francs Le Verrier 50 francs Racine
Le 50 nouveaux francs Henri IV est un billet de banque en francs français créé par la Banque de France le 5 mars 1959 et émis le 4 janvier 1960 pour remplacer le 5000 francs Henri IV. Il sera suivi par le 50 francs Racine.

## Historique
Ce billet polychrome imprimé en taille-douce appartient à la série des « personnalités célèbres » qui ont conduit à la création de la France en tant qu’État moderne. Les autres personnalités sont : Victor Hugo, Richelieu, Bonaparte et Molière.
Ce billet comprend l'abréviation « NF » pour « nouveaux francs ».
Imprimé de mars 1959 à juillet 1961, ce billet est progressivement retiré de la circulation à compter du 2 janvier 1963, et cesse d'avoir cours légal le 1er avril 1968.
Son tirage total est de 175 000 000 d'exemplaires.

## Description
La vignette est identique au 5000 francs Henri IV : dans les deux cartouches, au recto, sont désormais typographiées les mentions « 50 NF » et « Cinquante nouveaux francs », à la suite de la réforme de 1958.
Au verso, « 5000 » est remplacé par un « 50 ».